# Tapani Kansa
Aarne Tapani Kansa, född 9 mars 1949 i Fredrikshamn, död 25 mars 2025 i Kotka, var en finländsk sångare och underhållningsartist.
Kansa skivdebuterade år 1967. Kansa, som var en mångsidig artist, fick klassisk skolning vid Sibelius-Akademin. Utöver schlagermelodier hörde också tango, samt solosånger av finländska kompositörer, till hans repertoar. Hans skivsuccéer var bland andra Ei itketä lauantaina (1969), Mistä rakkaus alkoi (1977) och Kultaniityt (1994). Kansa komponerade och skrev text till ett flertal melodier, gav julkonserter samt uppträdde som skådespelare i operettuppsättningar. År 1993 vann han MTV:s och tidningen Apus omröstning om bästa finländska manliga schlagersångare någonsin och han erhöll flera guldskivor.